# Neotoxoscelus petilus
Pachyschelus es una especie de insecto coleóptero de la familia de los bupréstidos oriunda de Corea del Sur.